# Carolyn R. Bertozzi
Carolyn R. Bertozzi (n. 10 octombrie 1966, Boston, Massachusetts, SUA) este o chimistă americană, cunoscută pentru lucrările sale cu spectru larg care acoperă domeniile chimiei și biologiei. Este creatoarea termenului de „chimie bioortogonală” pentru studiul reacțiilor compatibile cu sistemele vii. În 2022, a fost distinsă cu Premiul Nobel pentru Chimie împreună cu Morten Meldal și Karl Barry Sharpless, „pentru pentru dezvoltarea chimiei click și a chimiei bioortogonale”.